# 福谷真衣
福谷 真衣（ふくたに まい、1982年7月11日 - ）は、日本の女優。滋賀県出身。以前はスターダス・21に所属していた。

## 出演作品

### 吹き替え
- アンフォゲッタブル完全記憶捜査
- おとなの恋には嘘がある
- カウガールズ・アンド・エンジェルズ
- 風の国（モングム）
- ガーディアンズ 伝説の勇者たち
- ザ・ホワイトハウス シーズン6
- チャームド シーズン6（セラ）
- ハワイ・ファイブ・オー　シーズン3（AJ、ティナ、キャット）
- レバレッジ 〜詐欺師たちの流儀 シーズン3
- 私が、生きる肌（ノルマ）

### 歌
- 「たまげたくん」テーマソング
- 「ファミリー劇場」テーマソング

### ナレーション
- 「ミュージックオブハート」音声ガイド
- 生協「パルシステム」商品説明NA

### CM
- あいおい損保 社内TV「あいおいニュース」（キャスター）